# Bengali-Fodé Koita
Bengali-Fodé Koita (sinh ngày 21 tháng 10 năm 1990 ở Paris) là một cầu thủ bóng đá Pháp–Guinée thi đấu cho Kasımpaşa và là thành viên của đội tuyển quốc gia Guinée. Koita ra mắt chuyên nghiệp ngày 16 tháng 1 năm 2009 cho Montpellier trong trận đấu ở Ligue 2 với Amiens SC. Anh ghi bàn thắng đầu tiên trước Olympique Lyon trong trận thua 3–2.
Ngày 21 tháng 7 năm 2015, cầu thủ tự do Koita ký hợp đồng 2 năm với câu lạc bộ Anh Blackburn Rovers ở Football League Championship.
Tuy nhiên, Koita không thể tạo điểm nhấn ở câu lạc bộ và không ghi được bàn nào sau 14 lần ra sân. Ngày 27 tháng 1 năm 2016, anh ký hợp đồng với câu lạc bộ Thổ Nhĩ Kỳ Kasımpaşa S.K. với mức phí €320.000.
Mặc dù sinh ra ở Pháp nhưng Koita quyết định khoác áo đội tuyển Guinée do cha mẹ anh là người Guinée.